# Mosambik na letních olympijských hrách
Mosambik na letních olympijských hrách startuje od roku 1980. Toto je přehled účastí, medailového zisku a vlajkonošů na dané sportovní události.

## Účast na Letních olympijských hrách
| Dějiště LOH            | LOH      | Vlajkonoš                           | Zlatá medaile | Stříbrná medaile | Bronzová medaile | Celkem |
| ---------------------- | -------- | ----------------------------------- | ------------- | ---------------- | ---------------- | ------ |
| 1980 Moskva            | LOH 1980 | nebyl                               |               |                  |                  | 0      |
| 1984 Los Angeles       | LOH 1984 | Daniel Firmino                      |               |                  |                  | 0      |
| 1988 Soul              | LOH 1988 | nebyl                               |               |                  |                  | 0      |
| 1992 Barcelona         | LOH 1992 | nebyl                               |               |                  |                  | 0      |
| 1996 Atlanta           | LOH 1996 | Maria Mutolaová                     |               |                  | 1                | 1      |
| 2000 Sydney            | LOH 2000 | Jorge Duvane                        | 1             |                  |                  | 1      |
| 2004 Athény            | LOH 2004 | Kurt Couto                          |               |                  |                  | 0      |
| 2008 Peking            | LOH 2008 | Kurt Couto                          |               |                  |                  | 0      |
| 2012 Londýn            | LOH 2012 | Kurt Couto                          |               |                  |                  | 0      |
| 2016 Rio de Janeiro    | LOH 2016 | Joaquim Lobo                        |               |                  |                  | 0      |
| 2020 Tokio             | LOH 2020 | Rady Adosinda Gramane Kevin Loforte |               |                  |                  | 0      |
| 2024 Paříž             | LOH 2024 |                                     |               |                  |                  | x      |
| Celkem                 | 11       |                                     | 1             | 0                | 1                | 2      |
| Zdroj na Olympedia.org |          |                                     |               |                  |                  |        |